# Hartporzellan
Hartporzellan ist ein „hart“ (heiß) gebranntes Porzellan. 

Es entsteht im Unterschied zum Weichporzellan durch höhere Brenntemperaturen (1400 °C bis zu 1460 °C) und ist gegen Temperaturschwankungen weitestgehend unempfindlich. Es besteht aus 47–66 % Kaolin, bis zu 25 % Quarz und bis zu 25 % Feldspat. Der relativ hohe Kaolinanteil verleiht dem Fertigprodukt eine vergleichsweise höhere Schlagbiegefestigkeit.
| Keramik | Klasse: Sinterzeug | Unterklasse: Porzellan | Gruppe: Hartporzellan |

Das von Böttger entwickelte Meißner Porzellan ist ein Hartporzellan, während das traditionelle asiatische Porzellan, aber auch andere Produkte wie beispielsweise Sèvres pâte nouvelle, Wedgwoods Jasperware und Bone china Weichporzellane sind.